# Thomas Meggle
Thomas Meggle (* 22. Februar 1975 in München) ist ein ehemaliger deutscher Fußballspieler und heutiger -trainer und Sportfunktionär.
Meggle spielte für den TSV 1860 München, FC St. Pauli und Hansa Rostock in der 1. und 2. Fußball-Bundesliga sowie in der Regionalliga Nord (3. Liga). Neben 75 Erstligaspielen (11 Tore) absolvierte er 92 Partien in der 2. Bundesliga (18 Tore) sowie 51 Regionalliga-Begegnungen (16 Tore). Seine größten Erfolge als Aktiver hatte er beim FC St. Pauli, mit dem er zweimal in die 1. Bundesliga und einmal in die 2. Bundesliga aufstieg sowie das Halbfinale des DFB-Pokals 2005/06 erreichte. Zuletzt spielte er seit der Saison 2005/06 für den FC St. Pauli im zentralen Mittelfeld und beendete dort nach der Spielzeit 2009/10 seine aktive Profi-Laufbahn. 2010 wurde er anlässlich des 100-jährigen Vereinsjubiläums in die Jahr100Elf des FC St. Pauli gewählt.

## Spielerkarriere
Der in München aufgewachsene Meggle begann im Alter von sechs Jahren mit dem Fußballspielen bei den Sportfreunden Harteck und spielte dort sieben Jahre in der F-, E-, D- und C-Jugend. Anschließend wechselte er in der C-Jugend für dreieinhalb Jahre zum TSV 1860 München. Mit dem FC Augsburg wurde er 1993 deutscher A-Jugend-Meister. Drei Jahre spielte er beim FC Starnberg und wechselte 1997 erstmals in die Profimannschaft des FC St. Pauli. In der Saison 1999/2000 machte er für den TSV 1860, der sich in dieser Spielzeit für die Champions League qualifizierte, kein Spiel, weil er sich im Spätsommer eine Kreuzbandverletzung zuzog.
In der Saison 2000/01 trug er als Spielmacher zum Aufstieg des FC St. Pauli in die 1. Bundesliga bei. Mit 70 Toren war der FC St. Pauli in dieser Spielzeit die torgefährlichste Mannschaft im deutschen Profifußball. 13 Treffer davon steuerte Meggle bei, der in der internen Torjägerstatistik des FC St. Pauli nur durch Marcel Rath übertroffen wurde. In der Folgesaison 2001/02 war er mit zehn Toren und vier Assists der torgefährlichste Spieler des FC St. Pauli. Zu diesen Treffern zählt auch sein Tor zum 1:0 im Weltpokalsiegerbesieger-Spiel (Endstand 2:1) gegen den FC Bayern München.
Nach 1997 bis 1999 und 2000 bis 2002 spielte Meggle seit dem Saisonbeginn 2005/06 zum dritten Mal beim FC St. Pauli, nachdem er zuvor 3 Jahre bei Hansa Rostock unter Vertrag stand. 2007 stieg er mit St. Pauli in die 2. Bundesliga auf. Zum Ende der Saison 2009/10 beendete er seine aktive Laufbahn im Alter von 35 Jahren mit dem abermaligen Aufstieg in die Bundesliga und der Feier zur 100-jährigen Klub-Geschichte.

## Trainer- und Funktionärskarriere
Meggle erwarb im 2010 die A-Lizenz und arbeitete als Co-Trainer seines ehemaligen Vereins FC St. Pauli, bei dem er begann, eine Videoanalyse-Abteilung aufzubauen. Zunächst unter Holger Stanislawski (2010/2011), mit Beginn der Saison 2011/2012 unter André Schubert. Nach der Beurlaubung von André Schubert übernahm Meggle vom 26. September bis zum 7. Oktober 2012 gemeinsam mit Co-Trainer Timo Schultz und Torwarttrainer Mathias Hain interimsweise die Leitung der Profimannschaft des FC St. Pauli. Danach arbeitete er unter Michael Frontzeck erneut als Co-Trainer.
Am 27. März 2013 bekam er als einer von 22 Absolventen vom DFB-Ausbildungsleiter Frank Wormuth die Fußballlehrerlizenz überreicht. Meggle war mit einer Gesamtnote von 1,0 Zweitbester des Jahrgangs.
Zur Saison 2013/14 übernahm Meggle die zweite Mannschaft (U-23) des FC St. Pauli von Jörn Großkopf, am 3. September 2014 dann als Nachfolger des beurlaubten Roland Vrabec das Profiteam. Am 16. Dezember 2014 stand das Team auf dem letzten Tabellenplatz. In der Folge wurde Sportdirektor Rachid Azzouzi beurlaubt. Dessen Platz nahm Meggle ein; neuer Cheftrainer wurde Ewald Lienen. Am 1. November 2016 wurde Meggle vom Posten des Geschäftsleiters Sport freigestellt. Sein Vertrag wurde zum 1. April 2017 aufgelöst.

## Unternehmerische Tätigkeiten
2007 gründete Thomas Meggle den Zeitungsverlag „SfH Sportverlag Hamburg GmbH & Co. KG“, der seit 2008 die wöchentlich erscheinende Hamburger Amateurfußball-Zeitung „fußball HAMBURG“, verlegte. Nach Einstellung der Print-Ausgabe im Sommer 2010 existierte das Objekt als eigenständiges Onlineportal „fussballhamburg.de“ weiter, das inzwischen von der Transfermarkt-Gruppe verantwortet wird.
Im Sommer 2010 gründete Meggle mit mehreren Geschäftspartnern den Verlag „Tom2m – Thomas Meggle Medien GmbH & Co. KG“, der u. a. den Kalender Pauli Comix 2010–11 des Zeichners Guido Schröter sowie das Buch „Fischbach mein Fischbach“ von Hermann Schmidt auf den Markt brachte.
2011 gründete Meggle das Beteiligungsunternehmen für Handwerksbetriebe „DMB Beteiligungsgesellschaft mbH“ und den Malereibetrieb „DMH Handwerksleistungen GmbH“.
2014 kaufte DMB den Kältetechnikbetrieb „Jürgen Hupe Kältetechnik GmbH“.

## Privates
Thomas Meggle machte 1996 am Lion-Feuchtwanger-Gymnasium München sein Abitur. Von 2009 bis 2011 absolvierte er erfolgreich ein Fernstudium zum Diplom-Sportmanager.
Seit 2009 nimmt Thomas Meggle regelmäßig im Rahmen des Benefiz-Spiels zu Gunsten herzkranker Kinder Kicken mit Herz im Team der FC St. Pauli Allstars gegen die Ärztemannschaft „Placebo Kickers“ der Uniklinik Hamburg-Eppendorf teil.
Meggle ist seit 2007 verheiratet und hat zwei Kinder.